# 아르투르 모레이라 리마

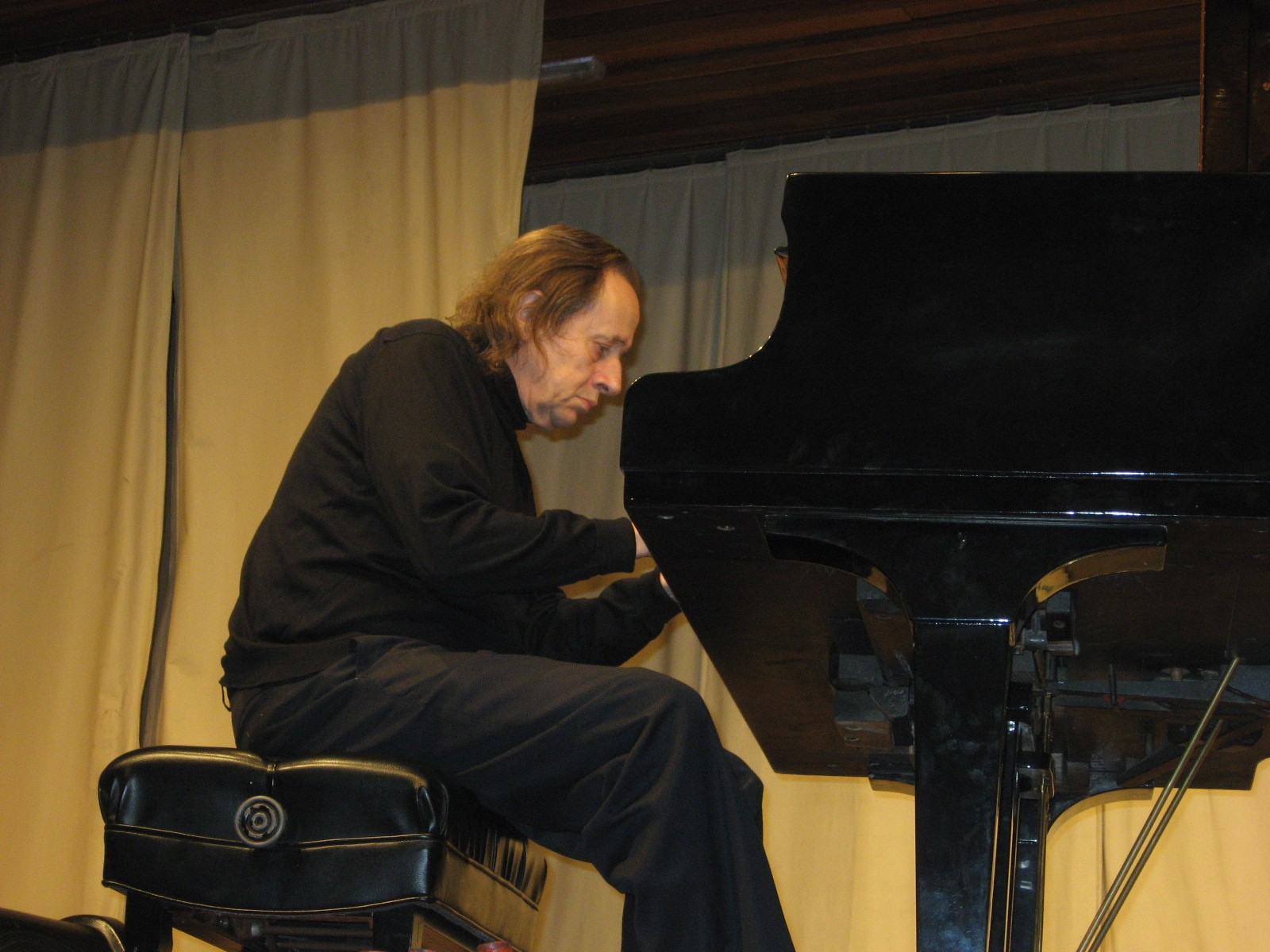
콘서트 중인 아르투르 모레이라 리마.
Caetité (2008년 7월 16일)

아르투르 모레이라 리마(포르투갈어: Arthur Moreira Lima, 1940년 7월 16일~2024년 10월 30일)는 브라질 리우데자네이루 출신의 피아니스트이다. 아르투르 모레이라 리마는 6살 때부터 피아노를 배우기 시작했고, 9살 때는 청중 앞에서 브라질 심포니 오케스트라(포르투갈어: Orquestra Sinfônica Brasileira)와 협연으로 모차르트 피아노 협주곡을 연주하였다.
그는 루치아 브랑코(Lúcia Branco, 리우데자네이루) 등으로부터 배웠다.
아르투르 모레이라 리마는 1965년 바르샤바에서 열린 쇼팽 국제 피아노 콩쿠르에서 2위를 차지하면서 국제 무대에 이름을 알렸다. (1965년도, 쇼팽 콩쿠르 1위는 마르타 아르헤리치였다.) 쇼팽 콩쿠르에서, 그는 인기상(Public favourite) 및 최고의 소나타(Best sonata) 상을 함께 거머쥐었다. 리즈 콩쿠르 및 차이콥스키 국제 콩쿠르에서도 각각 3위를 차지하였다.
1970년대, 그는 쇼팽 전곡을 녹음하였다. 아뚜 모레이라 리마는 최근 브라질을 남북으로 종단하면서 클래식 음악이 보급이 안 된 낙후된 지역에서 연주회를 열고 있다.